# Prionocidaris bispinosa
Espèce
Prionocidaris bispinosa est une espèce d'oursin de la famille des cidaridés, que l'on trouve dans le bassin Indo-pacifique.

## Description
C'est un oursin robuste d'assez petite taille, dont le test (coquille) mesure entre 5 et 8 cm. Il est caractérisé par ses radioles (piquants) peu nombreuses épaisses et robustes ; elles sont de forme cylindrique et barbelées d'épines secondaires sur toute leur longueur. 
Cette espèce est la plus variable de son genre : les piquants peuvent être très longs ou très courts, barbelés d'épines secondaires ou lisses, et pointus, arrondis ou évasés à la pointe, et gris d'épibiontes ou nus. La coloration est également variable, allant de crème maculé de rose à presque uniformément brun. Les jeunes radioles sont rose pâle plus ou moins rayées de pourpre, avec parfois une extrémité évasée ; les plus anciennes sont le plus souvent recouvertes d'algues et d'épibiontes leur donnant en général une teinte grisâtre, mais quand elles sont propres elles apparaissent grossièrement annelées de rouge ou de rose. Le test est couvert de radioles secondaires courtes en forme d'écailles, généralement roses mais parfois crème, et à base plus sombre aux anbulacres.

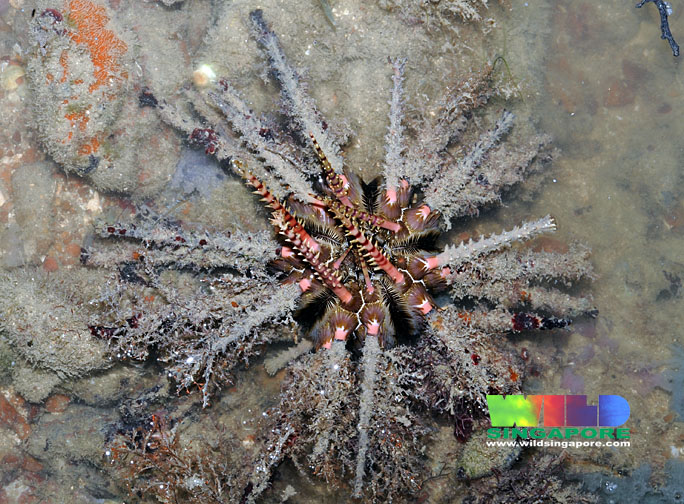
Variante sombre, à piquants élancés et très barbelés
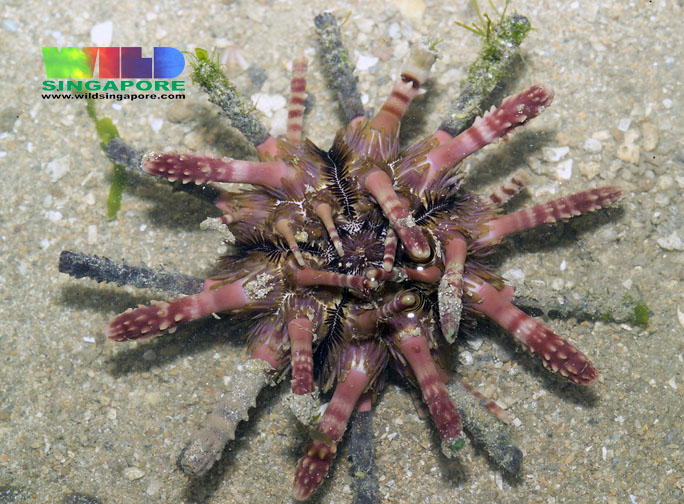
Variante rose, à piquants courts
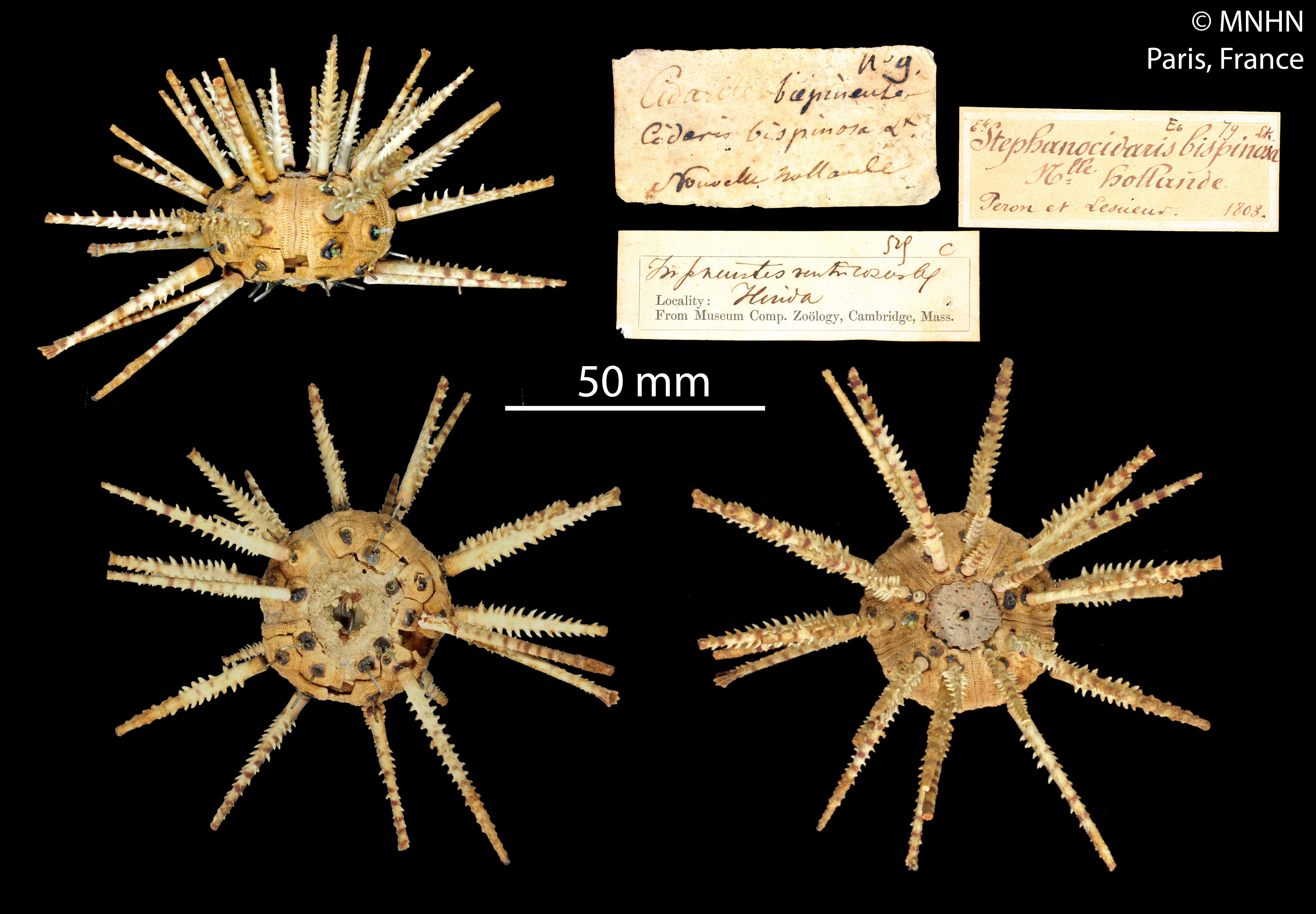
Spécimen du MNHN
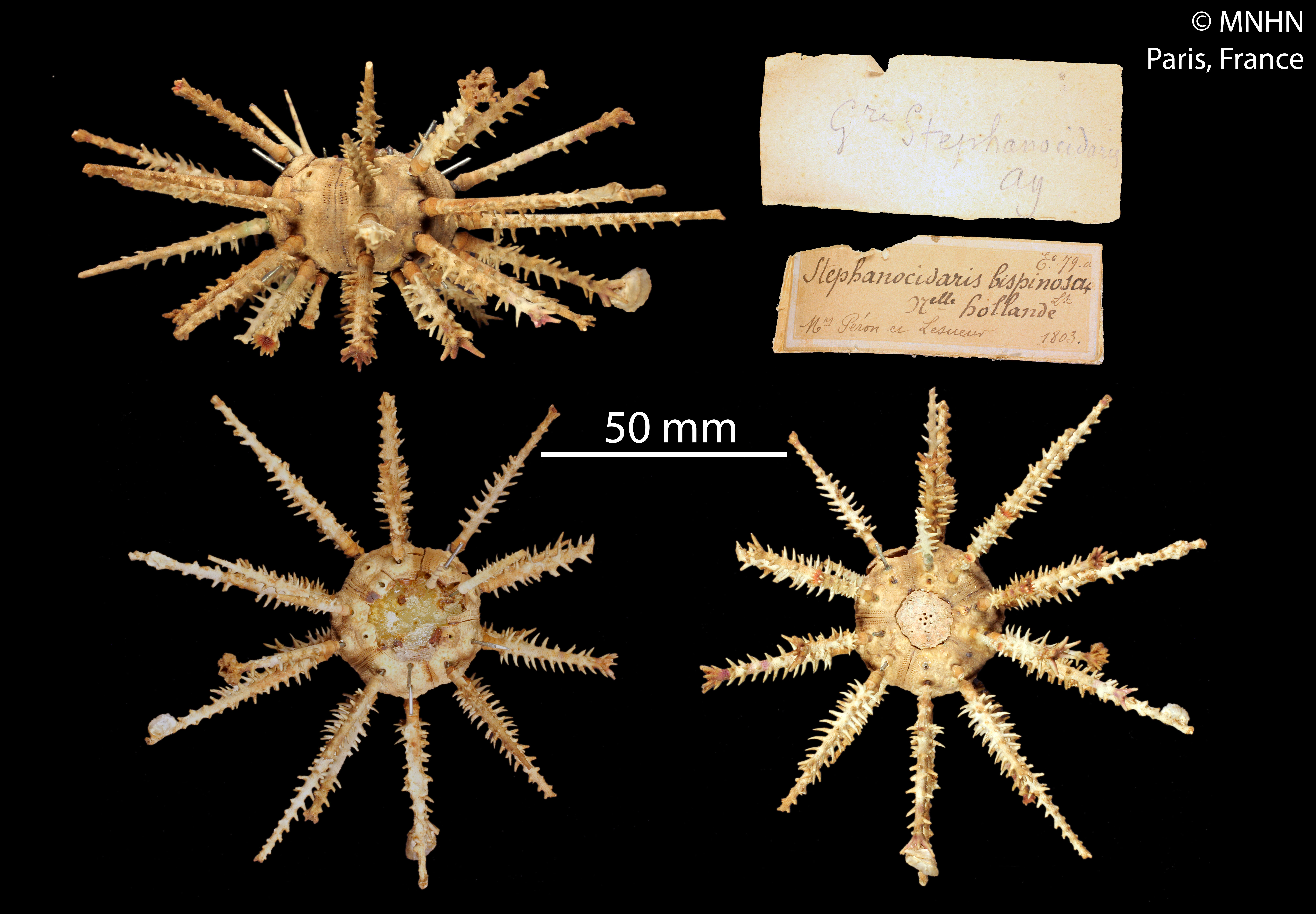
Autre spécimen du MNHN
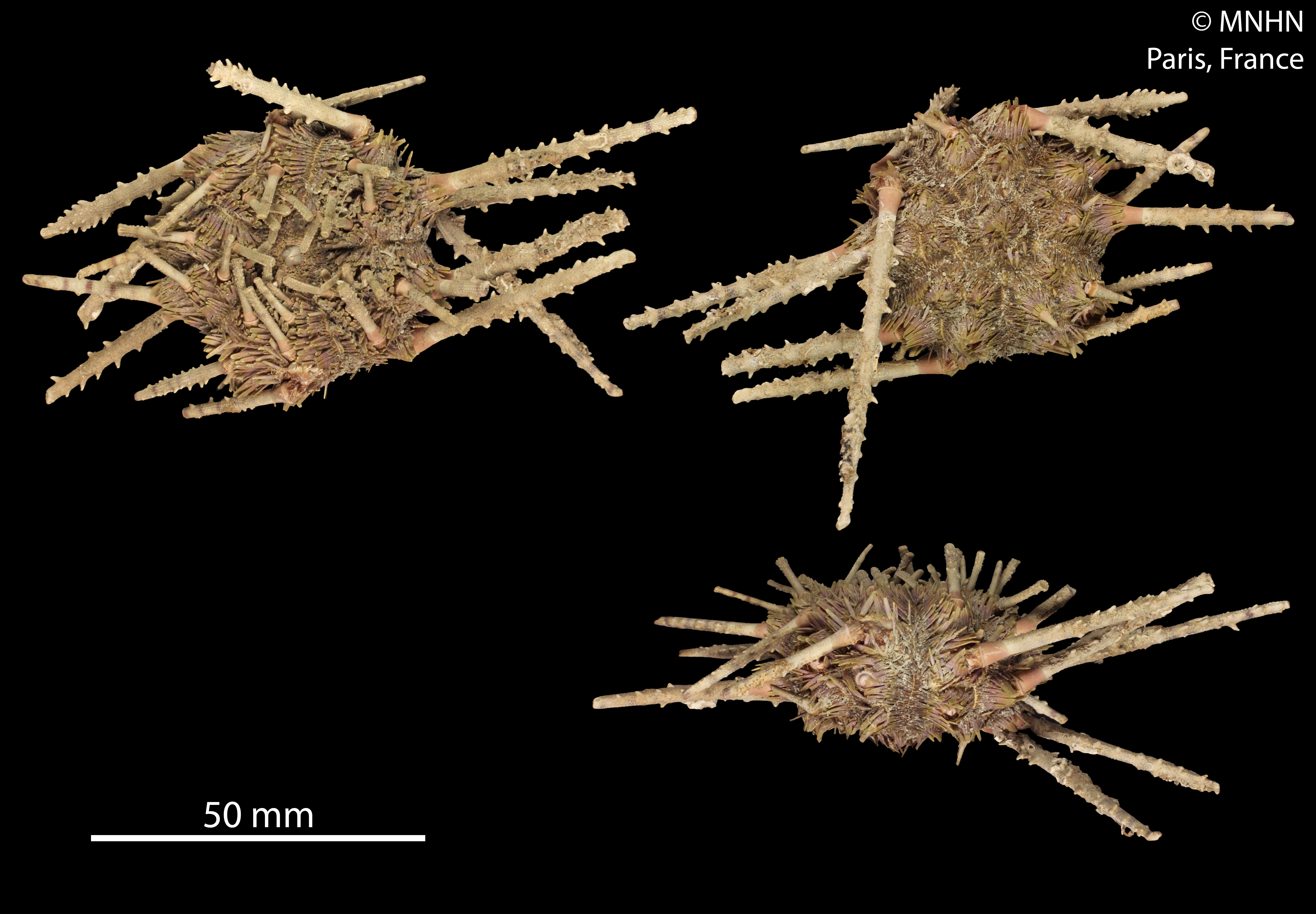
Autre spécimen du MNHN

Cette espèce ressemble énormément à Prionocidaris baculosa et aux autres espèces de ce genre. Le meilleur moyen pour les différencier est d'examiner la base des radioles : elle est ponctuée de violet chez P. baculosa, rayée de la même couleur chez P. pistillaris , et unie (plus ou moins uniformément colorée de lila ou pas) chez P. bispinosa.

## Habitat et répartition
Cet oursin est relativement commun dans plusieurs régions du Pacifique centre-ouest, et notamment en mer de Chine. 
Il peut vivre relativement profond suivant les sites, de la surface jusqu'à 125 m de profondeur.

## Écologie et comportement
Leur régime est très omnivore : algues, corallinales, éponges, débris, charognes... Ils broutent le substrat situé en dessous d'eux avec leur puissant appareil masticateur (appelé « Lanterne d'Aristote »), placé au centre de la face orale.
La reproduction est gonochorique, et mâles et femelles relâchent leurs gamètes en même temps en pleine eau, où œufs puis larves vont évoluer parmi le plancton pendant quelques semaines avant de se fixer.

## Sous-espèces
Selon World Register of Marine Species (26 mars 2015) :

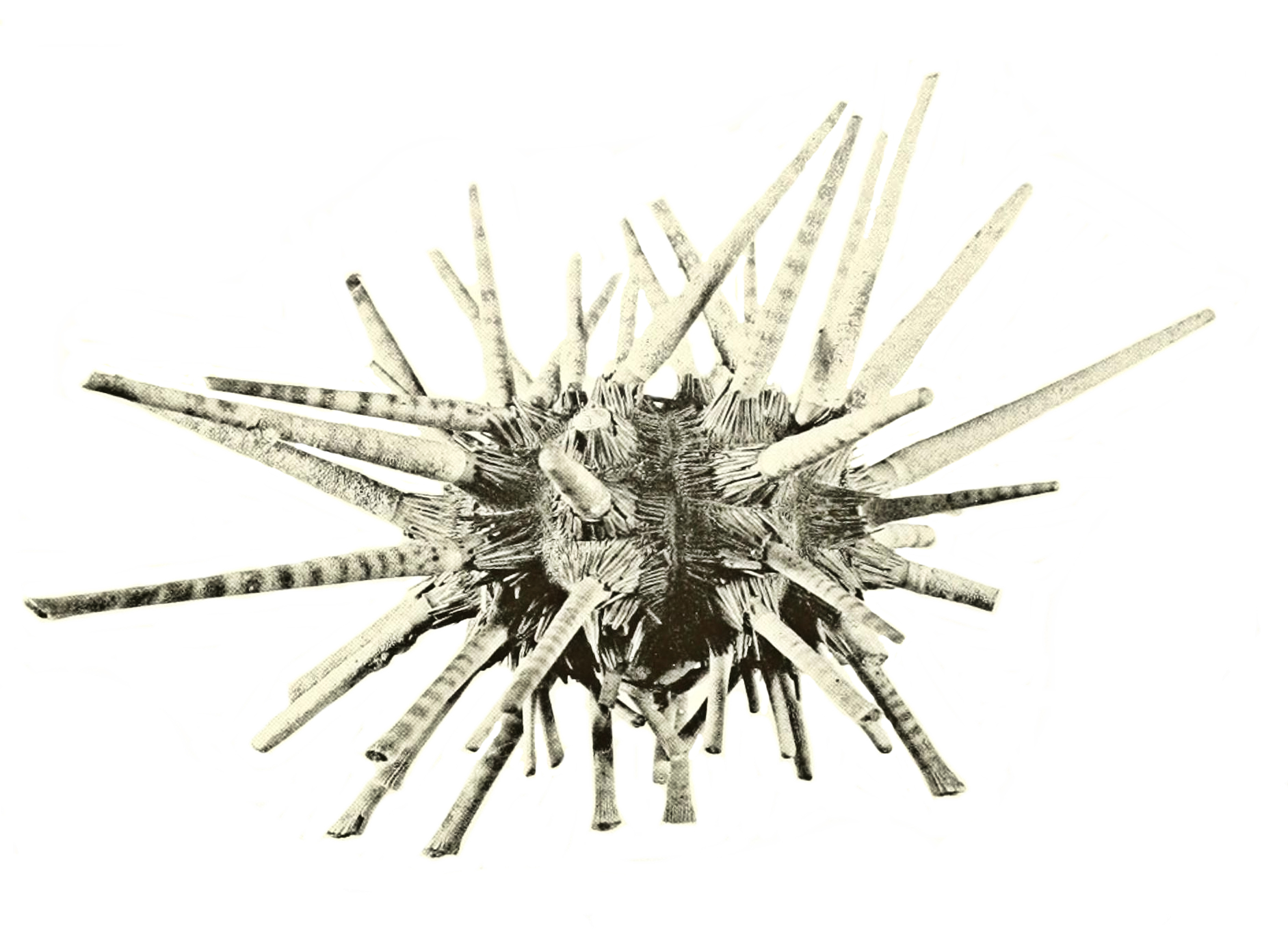
Prionocidaris bispinosa laevis

- sous-espèce Prionocidaris bispinosa elegans Mortensen, 1918 -- Région océanienne
- sous-espèce Prionocidaris bispinosa laevis H. L. Clark, 1938 -- Australie occidentale
- sous-espèce Prionocidaris bispinosa nigrobrunnea Mortensen, 1928 -- Australie occidentale